# ニコルス飛行場
ニコルス飛行場（ニコルスひこうじょう、Nichols Field）は、フィリピンのルソン島マニラ南方、マニラ首都圏のパサイとパラニャーケにまたがる位置にあった、アメリカ軍が使用した飛行場。
第二次世界大戦の間、アメリカ極東空軍はニコルスおよびその近隣の飛行場で第20飛行場群を構成し、またニコルスはアメリカ第26騎兵連隊F中隊の駐屯地も兼ねていた。
1942年に日本軍が占領、同年12月からは大日本帝国海軍が使用した。
1944年7月、海軍航空隊は戦時編成での組織大改編を行い、大日本帝国陸軍に倣って航空隊を持たず基地業務のみ担当する陸上部隊の海軍乙航空隊を編成、ニコルス飛行場は菲島海軍航空隊の拠点としてフィリピン諸島各地の海軍航空隊基地の防衛を指揮していた。
1945年1月アメリカ軍がルソン島に上陸して、ニコルス飛行場も奪回された。
第二次大戦後、ニコルス飛行場にはフィリピン空軍司令部が置かれ、現在はビリアモール空軍基地と名称変更されている。
基地は、北方のアンドリュー・アベニュー、西方の国内線ロード、南西の空港ロードとニノイ・アキノ・アベニュー、南方の多国籍アベニュー（いずれC5へ延長される）、東方の南ルソン高速道路、そして北東のセールス・ストリートが交りあう場所であるニノイ・アキノ国際空港の敷地内にある。
現在でも ニコルス や ニコルス飛行場 という名は、周辺地域の通称名として通じている。